# Województwo parnawskie
Województwo parnawskie – województwo I Rzeczypospolitej ze stolicą w Parnawie, wchodzące w skład Inflant.
Utworzone zostało w 1598 za Zygmunta III Wazy po przekształceniu jednej z trzech prezydencji (prezydiów), utworzonych po rozejmie w Jamie Zapolskim w 1582, jako jedno z trzech województw inflanckich (obok wendeńskiego i dorpackiego). 
Główne miasta, zamki i osady: Parnawa (szwedzka od 1617), Felin, Karkus, Wolmar, Salis (obecnie: Salacgrīva), Lemsal, Helmet.
Po 1621 faktycznie przestało istnieć w wyniku zajęcia Inflant przez Szwecję, choć formalnie zostało zlikwidowane dopiero po pokoju w Oliwie w 1660. Tytuł wojewody parnawskiego, podobnie jak fikcyjne tytuły ziemskie nieistniejącego już wtedy województwa parnawskiego, utrzymały się do końca Rzeczypospolitej Obojga Narodów (zob. urzędy fikcyjne).

## Wojewodowie[3]
- 1599–1602 Maciej Dembiński, przedtem prezydent parnawski
- 1617–1620 Teodor Denhoff – od 1617 do 1620
- 1620–1627 Joachim Tarnowski
- 1628–1633 Piotr Tryzna
- 1633–1640 Konstanty Połubiński
- 1640–1642 Ernest Magnus Denhoff
- 1642–1645 Jan Zawadzki
- 1645–1646 Jerzy Littawor Chreptowicz
- 1646–1659 Henryk Denhoff
- 1660–1661 Stanisław Karol Koniecpolski

## Kasztelanowie[4]
- 1600–1619 Piotr Stabrowski
- 1631–1634 Gedeon Dunin-Rajecki
- 1634–1640 Ernest Magnus Denhoff
- 1640–1649 Mikołaj Ossoliński
- 1648–1650 Tomasz Kossakowski
- 1652–1655 Piotr Makowiecki
- 1655–1656 Władysław Leszczyński